# Oelsnitz/Vogtl.
Oelsnitz/Vogtl., Oelsnitz/Vogtland (górnołuż. Wolešnica, cz. Olešnice nad Halštrovem) – miasto w Niemczech, w kraju związkowym Saksonia, w okręgu administracyjnym Chemnitz, w powiecie Vogtland, siedziba wspólnoty administracyjnej Oelsnitz.
W mieście rozwinął się przemysł tekstylny, maszynowy oraz materiałów budowlanych.

## Historia

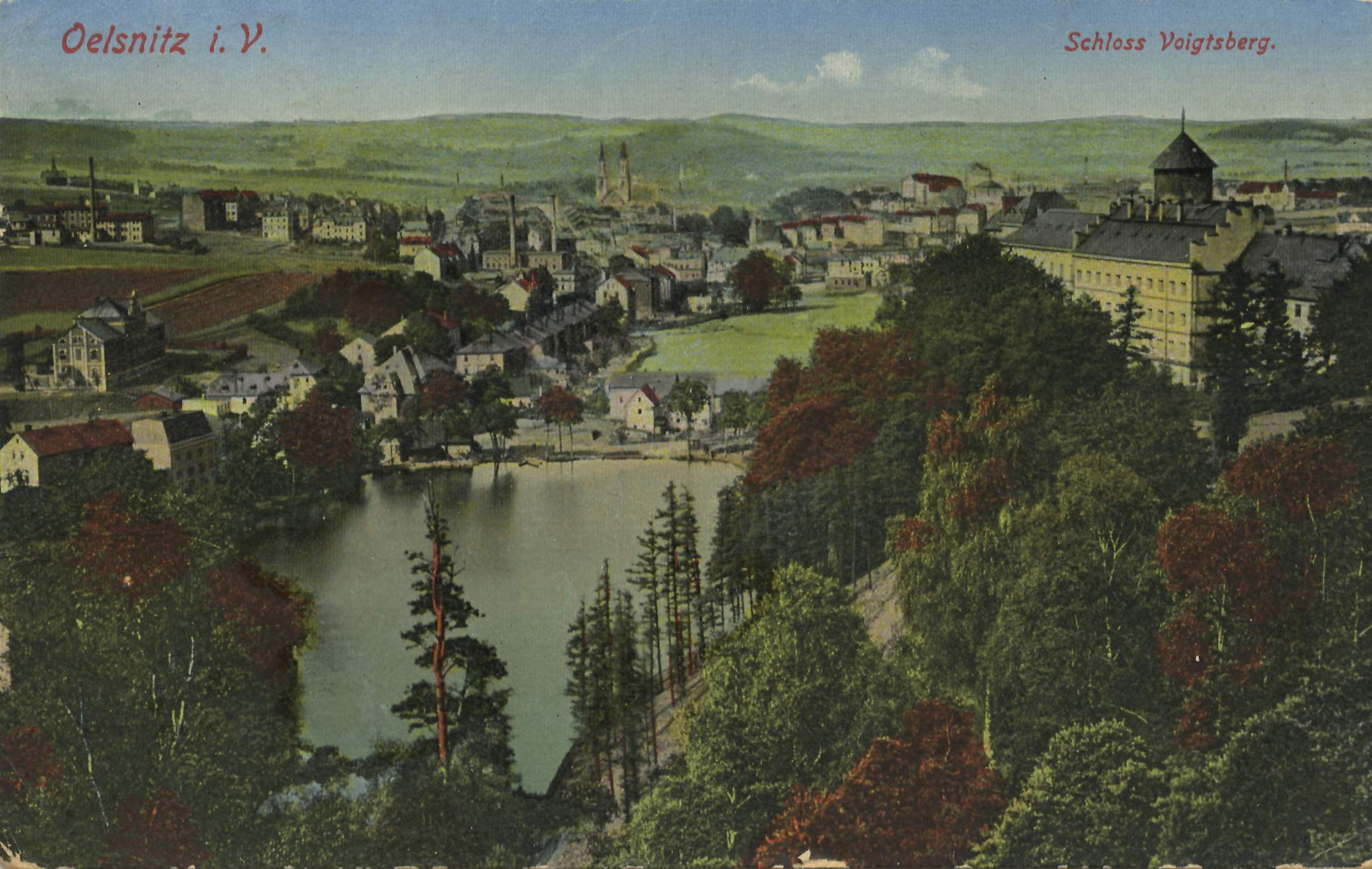
Panorama miasta na widokówce z ok. 1900

Od wczesnego średniowiecza obszar zamieszkiwali Słowianie. Pierwotna nazwa brzmiała "Olesnica", po czym uległa zniemczeniu. Najstarsza wzmianka o osadzie pochodzi z 1200, a już w 1225 wzmiankowano kościół św. Jakuba. W latach 1232–1248 lokalni wójtowie wznieśli zamek, nazwany po nich później Voigtsberg. 22 września 1319 na zamku odbyło się spotkanie króla czeskiego Jana Luksemburskiego i piastowskiego księcia Henryka I jaworskiego, w którym zatwierdzono podział Górnych Łużyc między władców. Najstarszy dokument nazywający osadę miastem pochodzi z 1357. W tym samym roku miasto zostało utracone przez Królestwo Czech na rzecz Wettynów i włączone do Marchii Miśnieńskiej. Miasto ucierpiało w pożarach w 1519, 1720 i 1780. Podczas I wojny szmalkaldzkiej w 1546 stoczono tu bitwę, w której czeski dowódca Šebestián z Veitmile odniósł zwycięstwo nad Miśnieńczykami, pozbawiając ich miasta. W 1563 miasto znalazło się w granicach Elektoratu Saksonii. Zostało splądrowane i spalone w 1632 podczas wojny trzydziestoletniej, wielu mieszkańców zginęło. Od 1697 do 1763 w granicach unijnego państwa polsko-saskiego, w 1724 przy Górnej Bramie (Obertor) stanął polsko-saski słup dystansowy króla Polski Augusta II Mocnego, zniszczony wskutek ostatniego wielkiego pożaru miasta w 1859. Spłonęło wtedy ponad 500 domów, a 70% mieszkańców pozostało bez dachu nad główą. Po pożarze miasto zostało odbudowane w stylu późnoklasycystycznym, a w 1871 znalazło się w granicach Niemiec. Po II wojnie światowej do 1990 w składzie NRD.
W 2018 ustawiono w mieście replikę historycznego polsko-saskiego słupa dystansowego.

## Zabytki
- Zamek, dawna siedziba lokalnych wójtów
- Replika polsko-saskiego słupa dystansowego z 1724 z herbami Polski i Saksonii, monogramem króla Augusta II Mocnego i polską koroną królewską
- Kościół św. Jakuba
- Ratusz

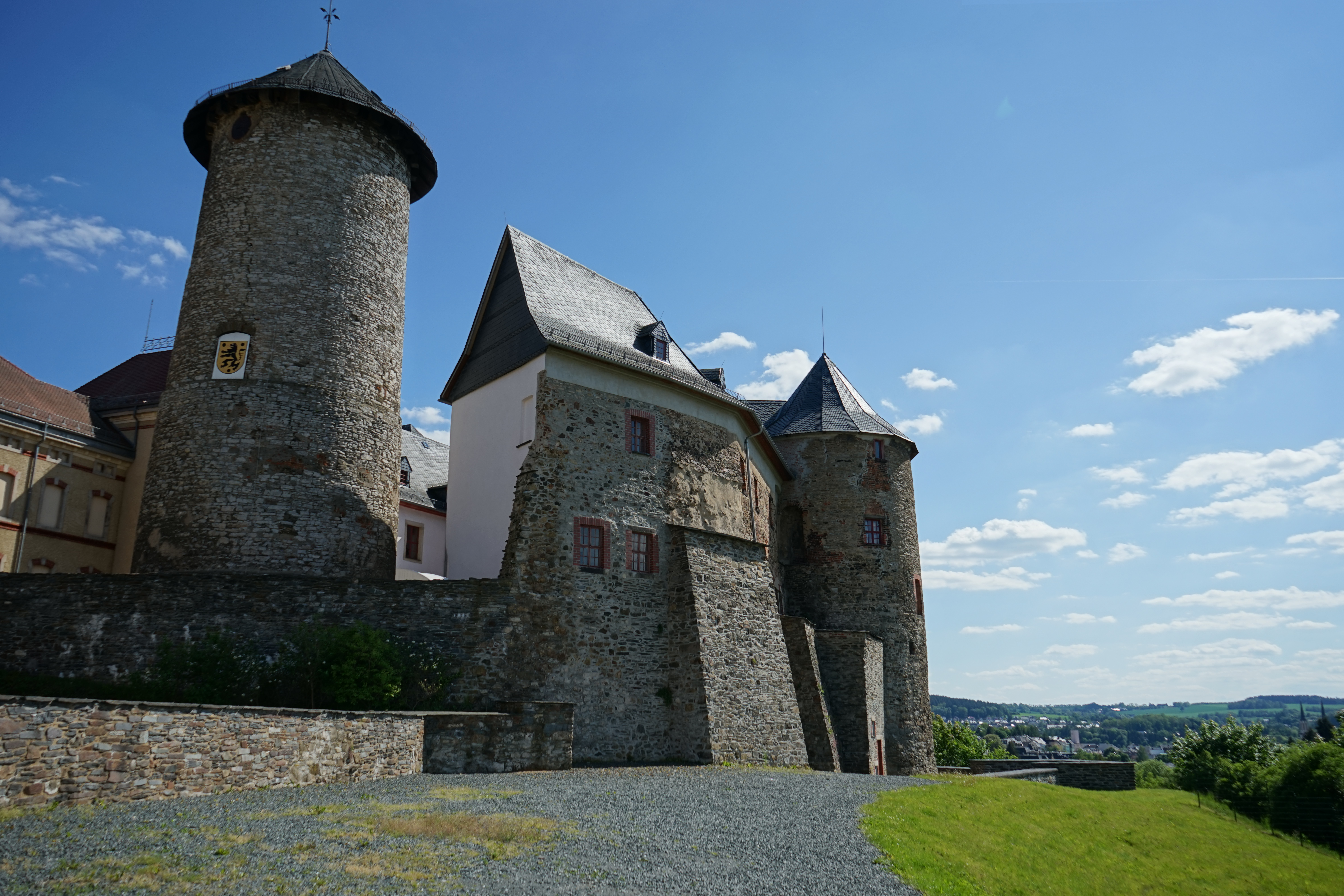
Zamek
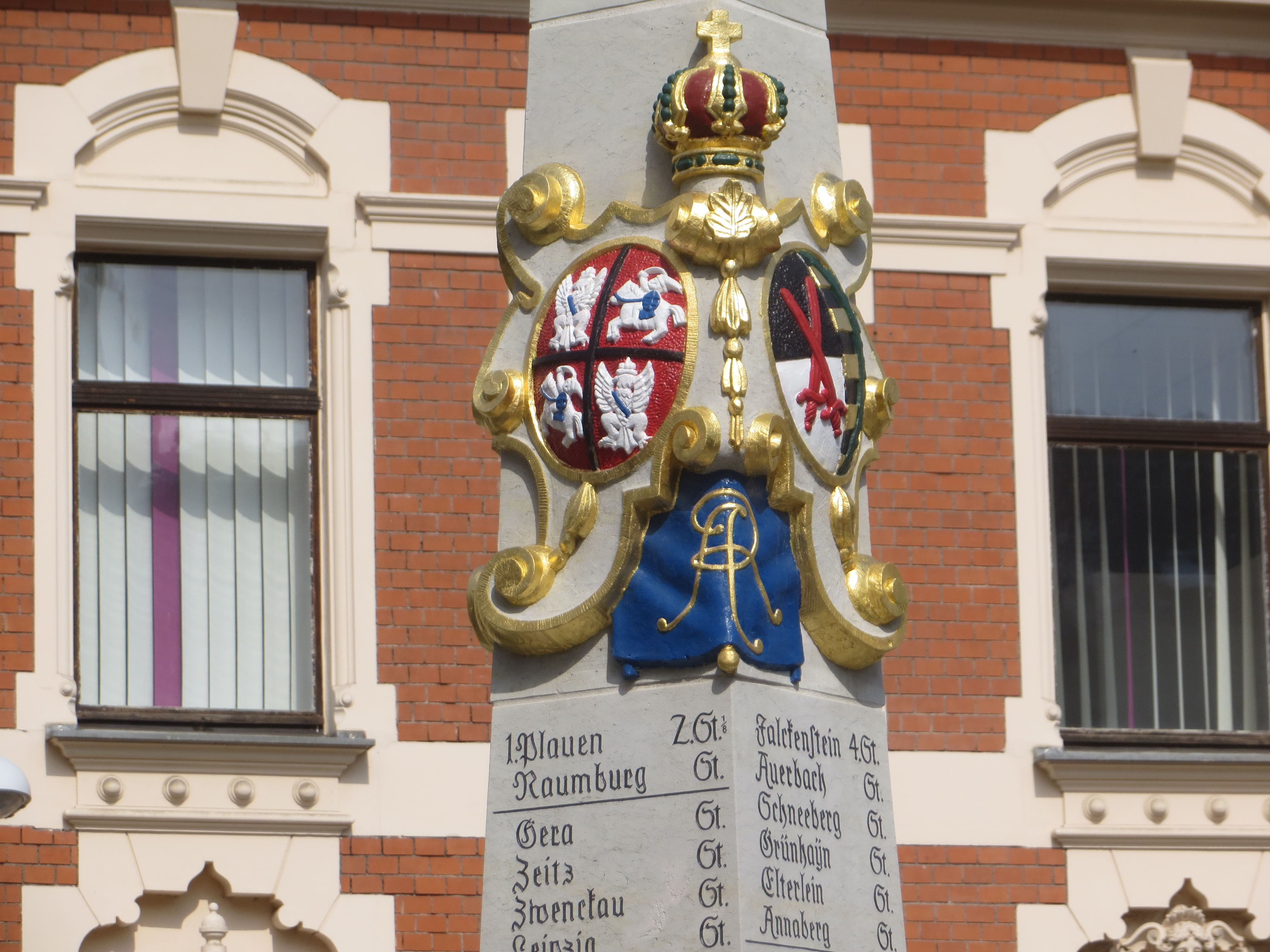
Zdobienia na słupie dystansowym
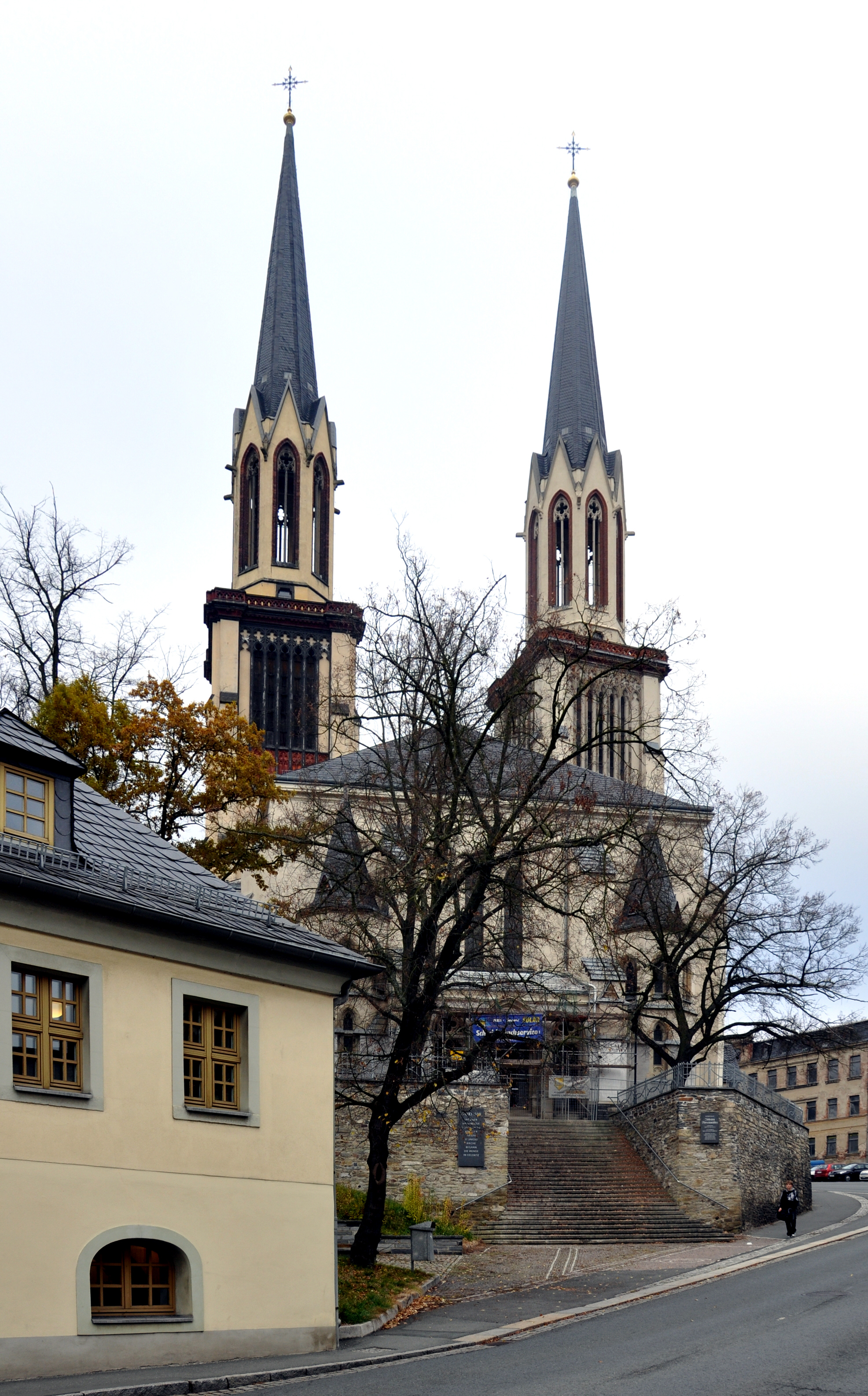
Kościół św. Jakuba
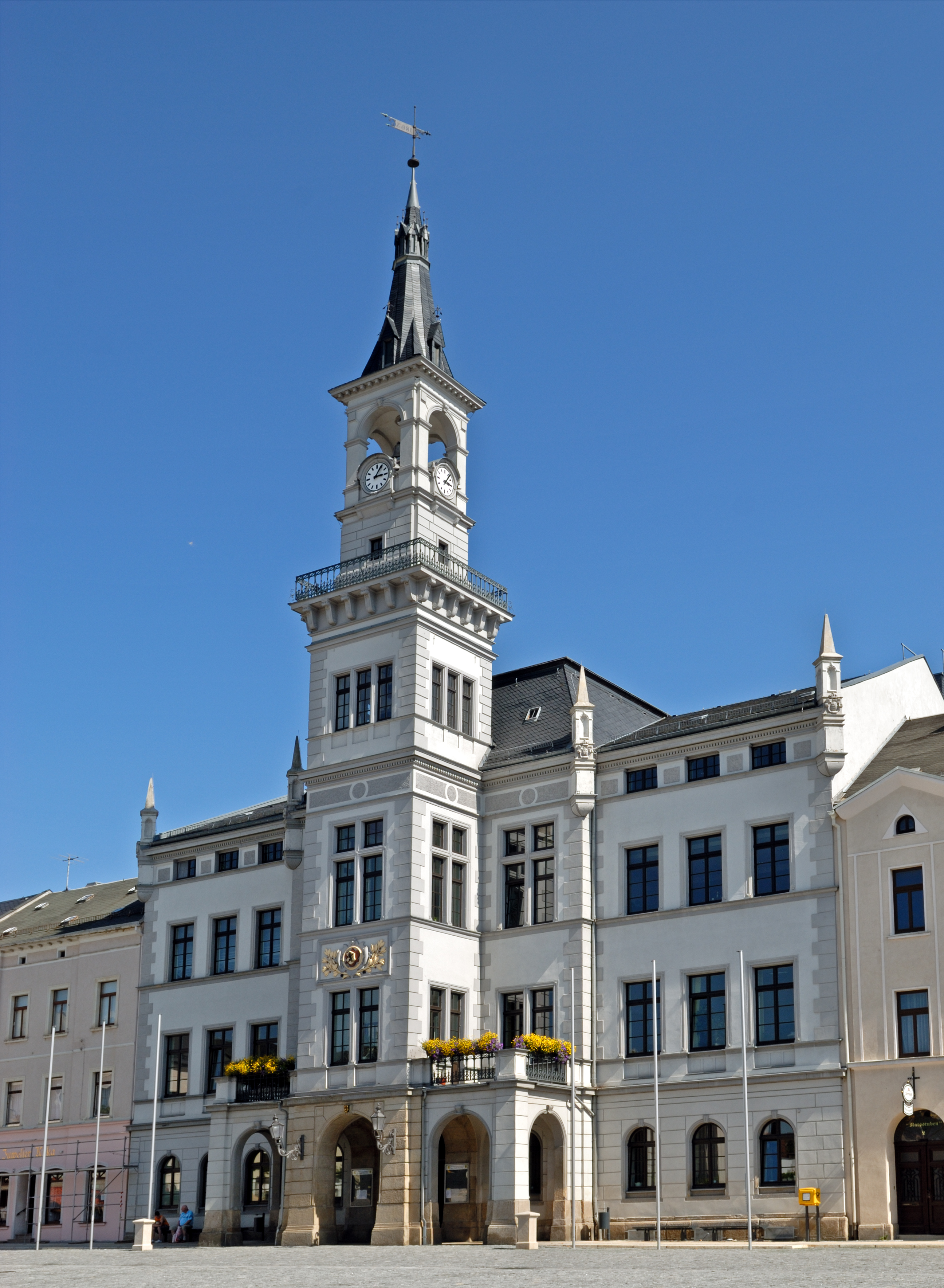
Ratusz

## Współpraca
Miejscowość partnerska:
- Rehau, Bawaria